# Agua Buena (Panama)
Agua Buena è un comune (corregimiento) della Repubblica di Panama situato nel distretto di Los Santos, provincia di Los Santos. Si estende su una superficie di 10,1 km² e conta una popolazione di 1.117 abitanti (censimento 2010).